# Urvashi
Urvashi (IAST :  urvaśī) est un personnage de la mythologie hindoue. C'est une nymphe céleste à la cour d'Indra ainsi que la plus belle et la plus connue des apsaras. 
Elle est éternellement jeune et infiniment charmante mais toujours insaisissable. Elle est une source autant de plaisir que de douleur.

## Origines

### Étymologie
Urvaśī (ou Urvashi) vient du sanskrit, « Uru » signifiant « cuisse ». Le nom vient de la naissance légendaire de l'apsara.

### Naissance
Les légendes concernant sa naissance sont nombreuses, celle qui suit est la plus répandue:
Le roi des dieux, Indra, ne voulait pas que les sages Narayana et Nara acquièrent des pouvoirs divins grâce à la méditation ; ainsi, il envoya deux apsaras pour les distraire. Un des sages frappa alors sur sa cuisse, créant ainsi une femme si belle que les apsaras d'Indra ne pouvaient l'égaler. Cette femme magnifique était Urvashi, d'où son nom, de uru, la cuisse. La méditation du sage put alors atteindre son apogée. Une fois celle-ci complétée, le sage offrit sa création à Indra. Urvashi occupa la place d'honneur dans la cour d'Indra.

## Histoire
Urvashi est aussi le nom d'une femme qui "conquiert le cœur". Selon le poète Ramdhari, Urvashi peut également signifier une dame qui invoque le désir absolu chez les hommes.
Son histoire se trouve dans le Rig Veda, le plus ancien texte hindou.

### Mère d'Ekashringa
Il lui fut confié la tâche de rompre la pénitence du sage Vibhandaka en le séduisant. De cette mission naquit Rishyashringa, aussi connu sous le nom d'Ekashringa, grand saint de l'Inde ancienne apparaissant dans le Ramayana, qui joua plus tard un rôle crucial dans la naissance de Rama et épousa Shanta, la sœur aînée de Rama.

### Mariage[2]
Urvashi devint également l'épouse d'un roi humain, Pururavas (Purūrávas, de purū+rávas "pleurer beaucoup ou "bruyamment"). Ils se sont unis avec pour seule condition qu'il ne découvre pas sa nudité.
L'histoire raconte qu'Urvashi retournait au ciel juste avant l'aube en compagnie d'autres apsaras, revenant du palais de Kubera sur le mont Kailasa où elle avait achevé sa tâche de rompre la pénitence du sage Vibhandaka, laissant leur fils avec lui. Elle était avec Chitralekha, Rambha et beaucoup d'autres quand un démon nommé Keshin enleva Urvashi (ou, suivant les versions, Urvashi et Chitralekha), partant dans la direction nord-est avec ses captives. Suivant les histoires, le groupe d'Apsaras restantes commença à crier à l'aide, entendu par le roi Pururavas (ou celui-ci, ayant assisté à la scène, agit de lui-même). Il poursuivit le démon sur son char et libéra l'apsara (ou les deux apsaras) de ses griffes. Urvashi et Pururavas tombèrent amoureux au premier regard mais les nymphes furent immédiatement rappelées au ciel.
Le roi, rentré chez lui, tenta de se concentrer sur son travail, mais il était incapable de cesser de penser à Urvashi. Il se demanda à haute voix s'il s'agissait d'un cas d'amour non partagé. Urvashi, qui était allée voir Pururavas sous une forme invisible car elle n'arrivait pas à ne pas songer à lui, écrivit alors un message sur une feuille de bouleau, confirmant son amour. Malheureusement, la feuille fut emportée par le vent, s'arrêtant seulement aux pieds de la reine Aushinari, la princesse de Kashi et l'épouse de Pururavas. La reine fut d'abord furieuse mais déclara plus tard qu'elle ne s'interposerait pas entre deux amoureux. 
Malheureusement, juste avant qu'Urvashi et Pururavas puissent se parler, Urvashi fut convoquée de nouveau au ciel pour jouer dans une pièce de théâtre. Elle était tellement distraite pendant la pièce qu'elle en manqua son signal et prononça incorrectement le nom du personnage de son amant pendant la performance, disant Pururavas au lieu de Purushottama. En tant que punition, Urvashi fut bannie du ciel, punition modifiée par Indra en "jusqu'au moment où son amant humain poserait les yeux sur l'enfant qu'elle lui porterait". 
Après une série d'incidents, y compris la transformation temporaire d'Urvashi en vigne, la malédiction fut finalement levée et les amants autorisés à rester ensemble sur Terre aussi longtemps que Pururavas vivrait.

## Textes
Elle est évoquée dans de nombreux textes hindous, par exemple:
- le Rig Veda, le plus ancien texte hindou, évoque l'histoire d'Urvashi;
- Vikramōrvaśīyam, une pièce en sanskrit en cinq actes de l'ancien poète indien Kâlidâsa, poète du IVe siècle de notre ère[3], qui raconte son histoire d'amour védique avec le roi Pururavas;
- le Shatapatha Brahmana, un texte en prose décrivant les rituels védiques, l'histoire et la mythologie associés au Śukla Yajurveda, l'un des deux Yajur-Véda[4].